# NBCUniversal

NBC Universal är en stor amerikansk underhållnings- och mediekoncern med internationell verksamhet. Den nya koncernen grundades våren 2004 när General Electrics-ägda NBC och Vivendi Universal Entertainment gick ihop, undantaget Universal Music som lämnades utanför affären och fortfarande ägs av Vivendi SA. Koncernen har sedermera tagits över av kabel-TV-jätten Comcast. Amerikanska General Electric ägde 80 procent av NBC Universal medan övriga 20 procent ägdes av franska Vivendi SA. Bolaget är verksam inom film, television samt nöjesparker i USA och över hela världen. Företagets största dotterbolag är TV-nätverket NBC som är USA:s äldsta.

## Television
Bolaget har ett stort antal amerikanska TV-bolag där det amerikanska nationella nätverket NBC är den främsta, det spanskspråkiga nätverket Telemundo samt kabel-tvkanaler som E!, USA Network, CNBC, Weather Channel, Bravo, CNBC World, MSNBC, SyFy, Hallmark Channel, med flera. Bolaget producerar ett stort antal tv-serier för både sitt eget nätverk och egna kanaler men även för andra bolag samt att man också distribuerar sina egna tv-serier och filmer över hela världen. Koncernen äger tio lokala tv-stationer inom nätverket NBC samt 15 spanskspråkiga i nätverket Telemundo. NBC Universal är även involverad i Pay Per View och Video on Demand.
Förutom att koncernen säljer stora mängder av TV-rättigheter för sina program till svenska kanaler så är Den egna TV-verksamheten i Norden blygsam. Trots att flera av bolagets kanaler är tillgängliga i många europeiska länder är det enbart finansnyhetskanalen CNBC som är officiellt tillgänglig i Sverige. Från och med den 31 augusti 2009 lämnade Hallmark Channel de svenska operatörernas programutbud. Anledningen var att NBC Universal, som äger kanalen, har bestämt sig för att inte längre sända till Norden då marknaden anses vara obetydande ur ett kommersiellt perspektiv.

## Film
Universal Studios är bolagets filmdivision. Inom Universal Studios finns främst bolagen "Universal Pictures" som gör de större och dyrare filmerna, "Focus Features" som satsar på de mindre dyrare filmerna, "Rogue Pictures" gör lågbudgetfilmer och distribuerar oberoende filmer samt "Universal Studios Home Entertainment" som sköter distributionen av DVD och Blu-ray. Internationellt distribuerar Universal biofilmerna via UIP som man äger till 50 procent samt Universal Pictures International som har hand om videodelen.

## Temaparker
Bolagets avdelning Universal Parks and Resorts har flera temaparker. En i Los Angeles (Universal City), Universal Studios Hollywood, som är den första temaparken och som började växa fram ur Universal Studios publika rundtur kring dess stora ateljéer och utomhusmiljöer på 1960-talet; en anläggnings i Orlando, Florida (Universal Orlando Resort) med två parker där den första (Universal Studios Florida) öppnade 1990 och den andra (Universal's Islands of Adventure) 1999; en i Osaka, Japan (Universal Studios Japan); i Singapore (Universal Studios Singapore) som öppnade 2011; samt en under uppbyggnad utanför Beijing i Kina (Universal Beijing Resort) som öppnar 2022. 
Parkerna har många attraktioner som bygger på teman från intellektuell egendom som ägs av NBCUniversal eller på licens från andra företag, exempelvis Harry Potter och Transformers.